# 7人制（脑瘫）足球
7人制（腦癱）足球是殘運會的項目之一，是一項專爲腦癱運動員所設的球類體育運動。

## 規則
7人制（腦癱）足球賽也有按殘疾程度分類，分為：CP5、CP6、CP7、CP8。其中所謂的CP5是指爲「對稱或不對稱的中度雙下肢癱，上肢和手的功能障礙較輕」、CP6是爲「運動功能失調爲主的腦癱運動員所設，往往是以上肢控制力受影響爲主，雙下肢功能一般較好」。另外的CP7是爲「能獨立步行的偏癱運動員」，最後的CP8是「功能障礙小的偏癱和雙肢癱或有輕微的手足徐動」。
而該項賽事的標準場地是75×55米的草地球場，中圈的半徑長達7米、球門5×2米，點球點距球門9.2米。人數方面， 7人制（腦癱）足球與5人制(盲人)足球不同：7人制腦癱足球的人數為10人，包括3位的後備球員；球賽合共60分鐘，中場休息時間為15分鐘。在淘汰賽中，若在發定時間之內賽和則需進行黃金入球，若依言和則進行互射點球。
另後，7人制（脑瘫）足球有一些特別的規則，例如球員可把球回傳給門將、可以單手擲出界外球、不設越位、不可有3位CP8的球員同時上場以及每隊一定要最少有一名CP5、CP6的球員上場，不然只可以有6名球員上場。